# 奥尔内塔
奥尔内塔（波蘭語：Orneta，法語發音：[ɔrˈnɛta]，沃姆迪特）是波兰瓦尔米亚-马祖里省的一个城镇。